# Pristimantis boconoensis
Pristimantis boconoensis är en groddjursart som först beskrevs av Juan A. Rivero och Mayorga 1973.  Pristimantis boconoensis ingår i släktet Pristimantis och familjen Strabomantidae. IUCN kategoriserar arten globalt som sårbar. Inga underarter finns listade i Catalogue of Life.